# Émail byzantin

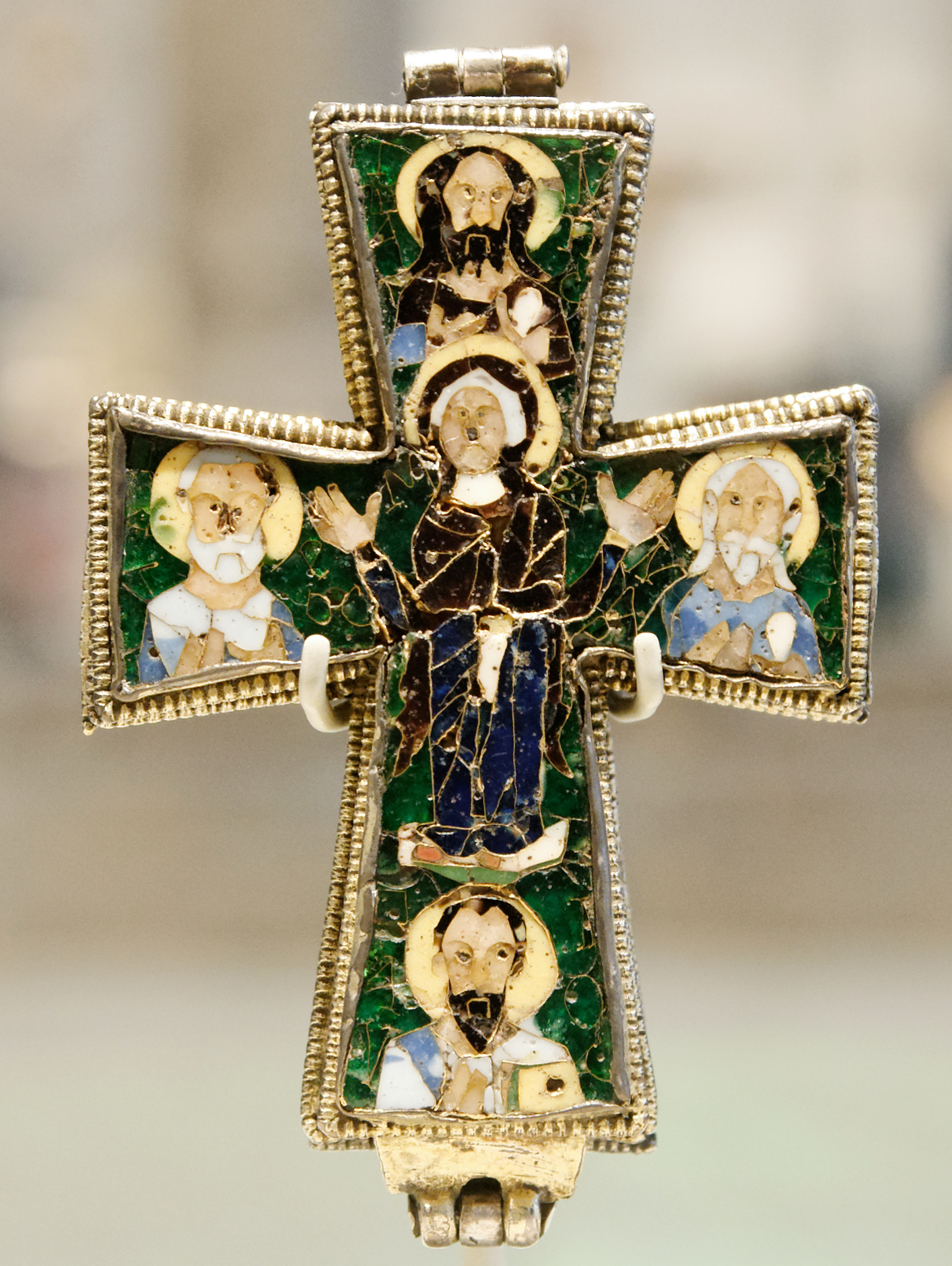
Croix de Beresford Hope, IXe siècle, Victoria and Albert Museum, Londres

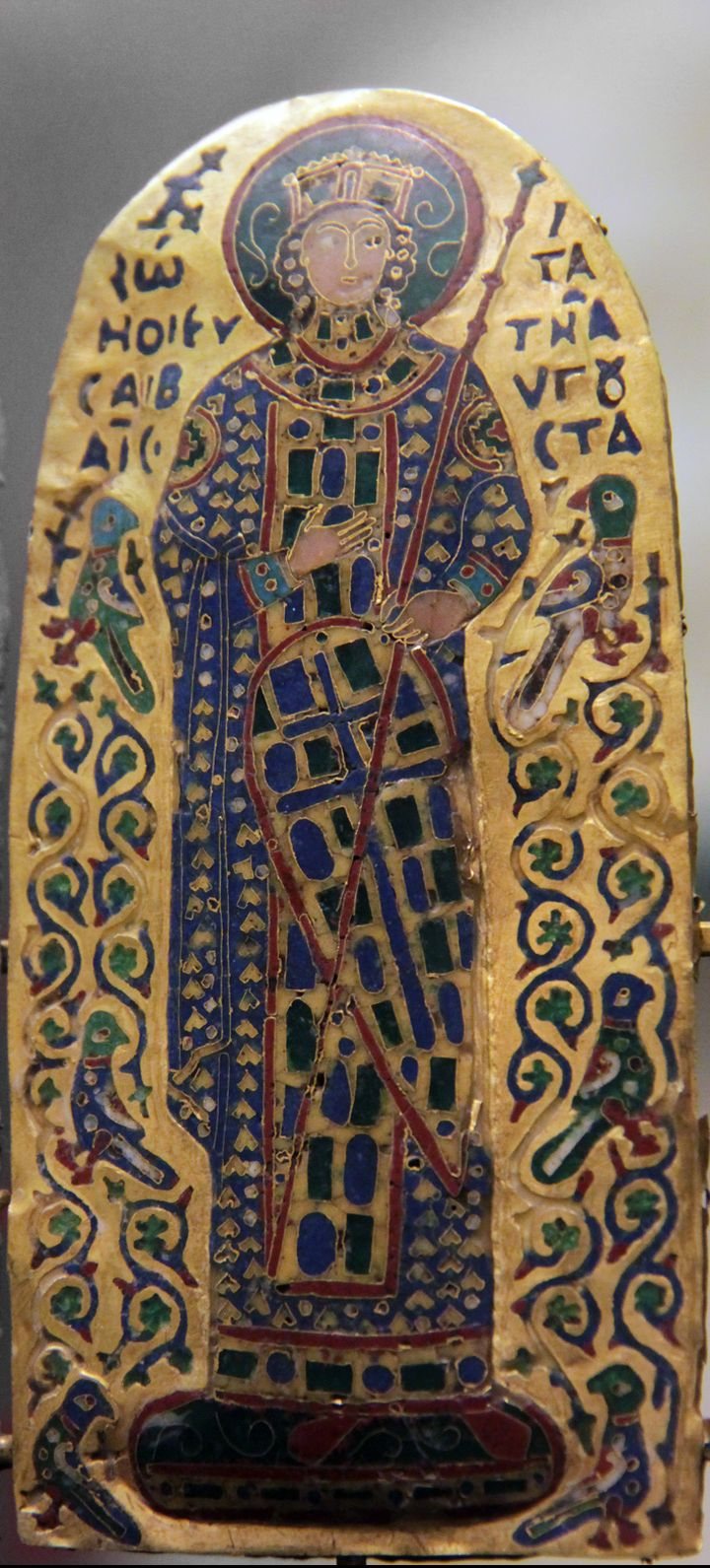
Émail byzantin de la couronne de Constantin IX Monomaque, début du XIe siècle, Musée national hongrois.

L'émail byzantin est un art de l'émail cloisonné, une tradition du travail du métal et du verre, pratiqué dans l'Empire byzantin du VIe au XIIe siècle. Les Byzantins ont perfectionné une forme complexe d'émaillage vitrifié, permettant l'illustration de portraits iconographiques, petits et détaillés.

## Aperçu
L'art de l'émail byzantin se développe entre le VIe et le XIIe siècle. Les Byzantins ont perfectionné une forme d'émaillage appelée cloisonné, où des bandes d'or soudées à une plaque de base métallique forment les contours de l'image. Les espaces creux entre les fils d'or filigranés sont ensuite remplis par une pâte de verre colorée, ou flux, qui remplit les espaces en négatif du dessin de n'importe quelle couleur choisie. Les émaux byzantins représentent d'ordinaire un personnage important, souvent un membre de la famille impériale ou une icône chrétienne. Les émaux, parce qu'ils sont créés à partir de matériaux coûteux comme l'or, sont souvent très petits. Parfois, ils prennent la forme de médaillons et sont utilisés comme bijoux décoratifs, ou intégrés dans des objets ecclésiastiques comme des plats de reliure, des objets liturgiques tels que le calice et la patène, ou selon certains exemples, des couronnes royales. Des collections de petits émaux peuvent être montés ensemble pour composer un ensemble narratif plus large, comme le retable de la Pala d'oro. Beaucoup des exemples d'émaux byzantins connus aujourd'hui ont été sertis dans une nouvelle monture, rendant la datation particulièrement difficile lorsque aucune inscription ou personne identifiable n'est visible. Les Croisés latins, qui ont mis à sac Constantinople en 1204, ont rapporté de nombreux exemples d'émaux byzantin avec eux en Occident. La destruction de Constantinople a entrainé la chute de la production d’œuvres en émail au XIIIe siècle. Il est possible que de nombreux exemples laissés dans la ville aient été fondus et réutilisés par l'Empire ottoman, qui se souciait peu de la signification religieuse de cet art et pouvait réemployer l'or mais pas le verre.

## Origines
L'art de l'émail vitrifié est une technique ancienne avec des origines difficiles à cerner. Il y a quelques endroits d'où les artisans byzantins auraient pu reprendre la technique. On pense que l'émaillage existait dans une forme précoce en Égypte ancienne, où des exemples d'ornements en or contenant de la pâte de verre séparée par des bandes d'or ont été trouvés dans des tombes. Cependant, on s'interroge sur le fait les Égyptiens utilisaient de véritables techniques d'émaillage ; il est possible qu'à la place, ils moulaient des pierres de verre qui étaient ensuite incluses, montées dans des cadres métalliques, puis poncées pour obtenir un fini semblable à des pierres précieuses qui sont serties. Au Ier siècle av. J.-C., en Nubie, apparait une méthode de soudure de bandes d'or sur une base métallique, le plus souvent en or, et puis de remplissage des cavités séparées avec un flux vitreux. Cette méthode, appelée cloisonné, devint plus tard le style d'émaillage favori de l'Empire byzantin.

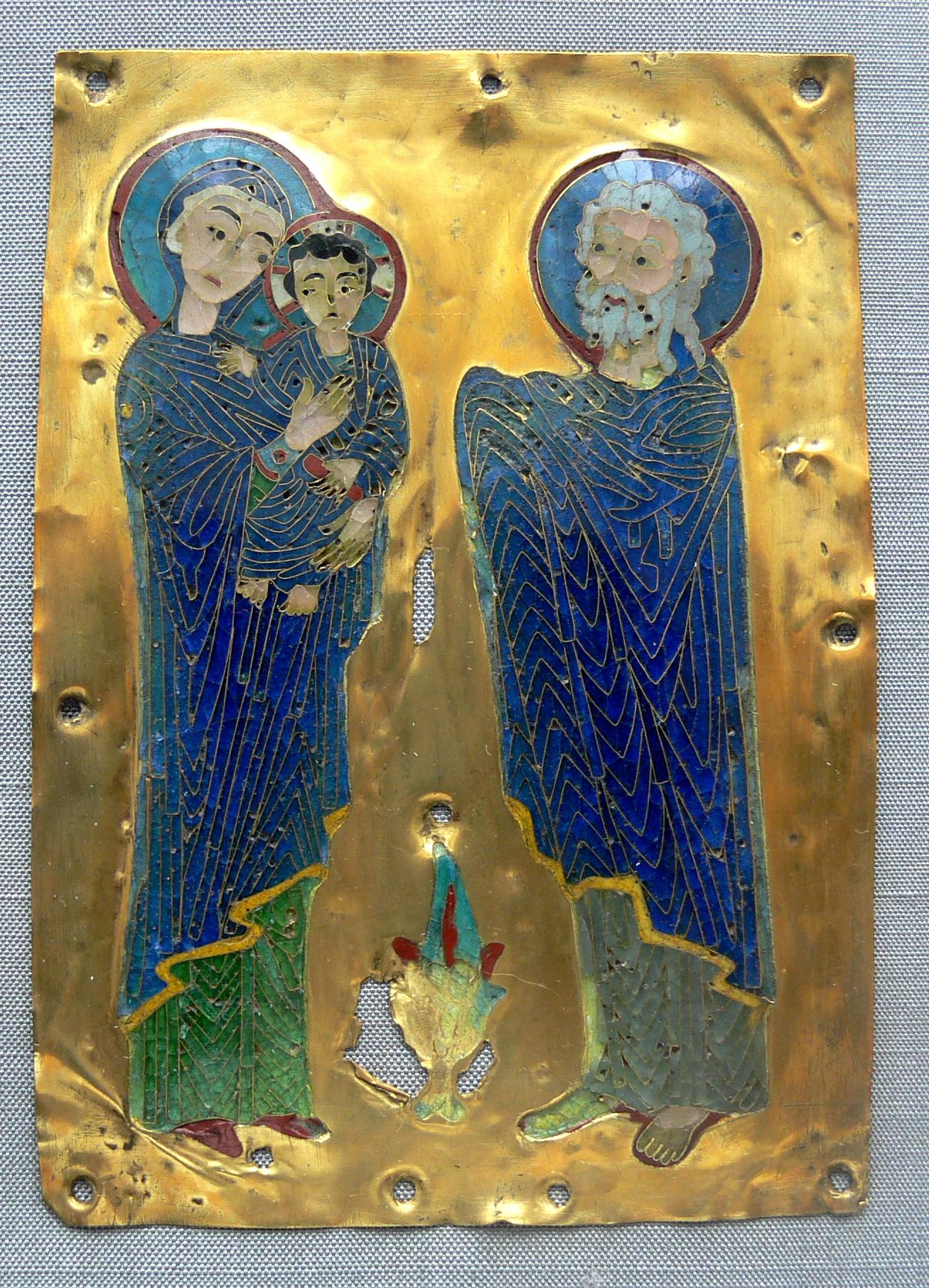
Présentation du Christ au Temple, émail cloisonné, Kunstgewerbemuseum, Berlin

Les ateliers d'émailleurs dans l'Empire byzantin ont probablement perfectionné leurs techniques grâce à leurs liens avec des exemples de l’Époque classique grecque. Les Grecs étaient déjà experts en émaillage, soudant un filigrane sur un fond plat et ajoutant ensuite une pâte de verre, ou un flux liquide, à la pièce de base. La pièce était ensuite entièrement mise au feu, faisant fondre la pâte de verre dans le cadre pour créer l’œuvre achevée. De temps en temps, l'artisan grec ancien apposait le flux de verre sur la base à l'aide d'un pinceau. Les Romains, qui étaient déjà expérimentés dans la production du verre, creusaient une cavité dans la base plate et remplissait de flux de verre chaque compartiment. Le métal qui transparaissait entre les zones de verre créait les contours de l'image. Cette technique est appelée champlevé, et est considérablement plus facile que la forme d'émail cloisonné pratiquée par les Grecs et les Byzantins.

## Tradition byzantine de l'émail
Les Byzantins ont été les premiers artisans à illustrer des scènes miniatures détaillées en émail. Quelques exemples des premiers cadres d'émaux dont le flux de verre était manquant ont été trouvés, et on fait l'hypothèse qu'ils ont été utilisés comme outils pédagogiques dans les ateliers. Quelques plaques de base d'émail incomplètes montrent des entailles de marquage de la ligne sur laquelle le fil d'or devrait être attaché, ce qui indique comment les dessins étaient esquissés avant le début de la soudure et de l'émaillage. Puisqu'ils ne creusaient par les compartiments dans la plaque de base pour remplir ensuite le trou de flux de verre, les artisans byzantins pouvaient utiliser un fil d'or pour créer des motifs qui ne séparerait pas les compartiments les uns des autres, en résulte un style qui parait plus proche d'une ligne dessinée.
La plupart des émaux byzantins connus aujourd’hui datent du IXe au XIIe siècle. La période iconoclaste entre 726 et 787 de notre ère a conduit à la destruction de la plupart des exemples antérieurs au VIIIe siècle, en raison de leur nature iconographique, bien qu'il existe quelques exemples considérés comme plus anciens. Un des plus anciens exemples d’œuvre en émail byzantin est un médaillon créé à la fin du Ve ou au début du VIe siècle, qui représente un portrait en buste de l'impératrice Eudoxie. La période suivant l'iconoclasme voit une reprise de la production de portraits d'icônes, à laquelle la forme de cloisonné complexe développée par les Byzantins se prêtait facilement. La plupart des œuvres en émail connues aujourd’hui ont été conservées en Occident depuis le début du XIIIe siècle. Tous les exemples d’œuvre en émail qui se trouvaient encore à Constantinople juste avant sa destruction ont été perdus ou détruits.

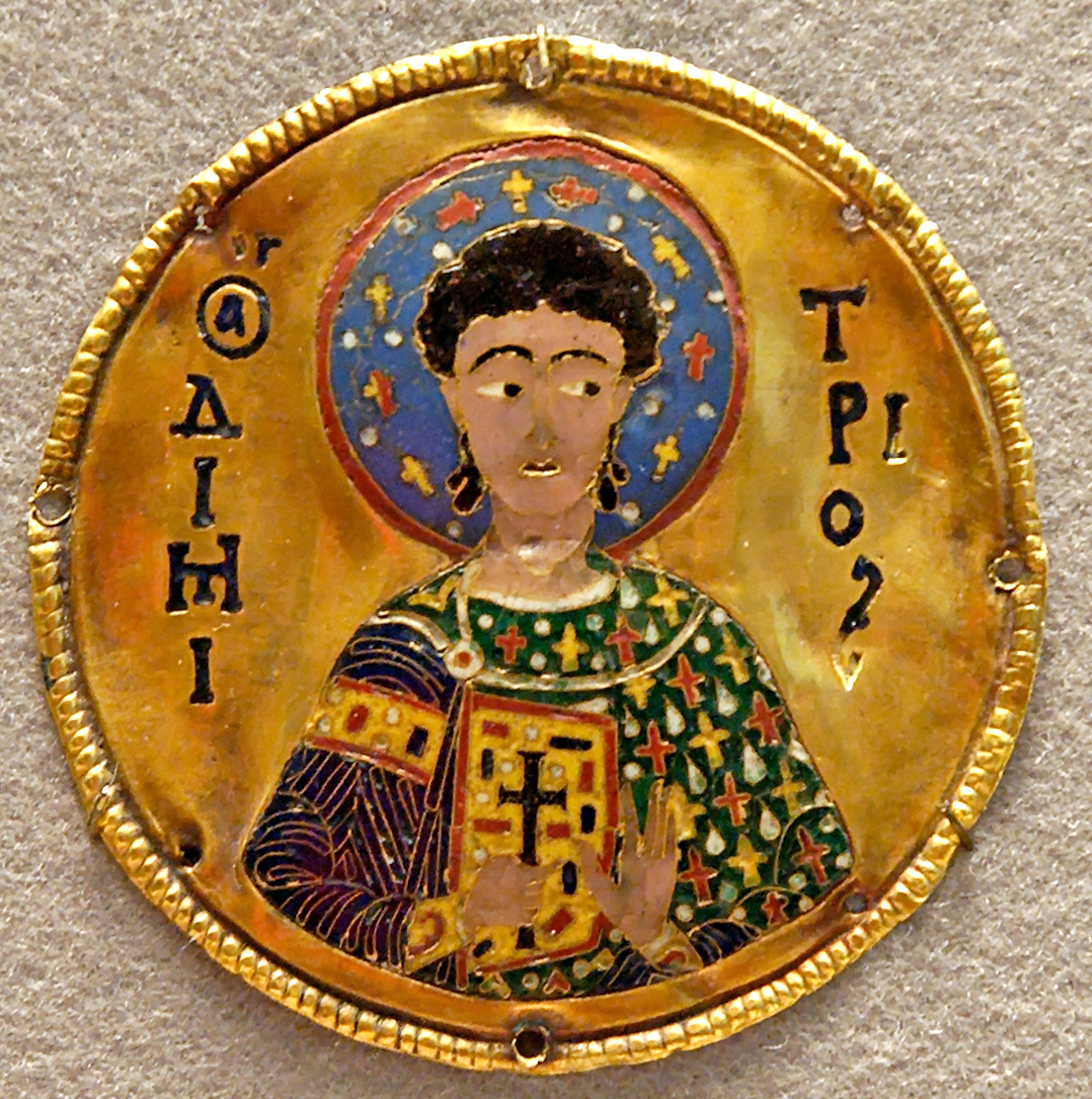
Médaillon représentant saint Démétrius, provenant d'une icône de saint Gabriel du monastère de Djoumati (Géorgie), vers 1100, Louvre

Les émaux étaient considérés comme un "art mineur" en raison de leur petite taille, qui conduit probablement à l'augmentation de leur utilisation comme décor pour de petits réservoirs portatifs contenant des reliques saintes. Par le biais de cette tradition, de nombreuses pièces émaillées ont voyagé vers l'empire occidental par le biais des pèlerinages et des cadeaux diplomatiques de la famille impériale à Constantinople. La valeur élevée et la taille relativement petite des pièces d'émail indiquaient qu'elles étaient faites pour un public aristocratique, très probablement commandées par la famille impériale, souvent comme cadeaux pour d'autres familles royales ou pour les églises qu'ils fréquentaient. Par exemple, il est prouvé que l'empereur Justinien II (565-578) a envoyé des émaux à la reine mérovingienne Radegonde. Une autre transmission possible des émaux byzantins à l'ouest provient des mariages impériaux. En 972, l'empereur allemand Otton II a épousé la nièce de l'empereur byzantin Jean Ier Tzimiskès, la princesse Théophano, qui aurait introduit des orfèvres et des émailleurs impériaux auprès de l’Église allemande. De nombreux exemples célèbres d'émail byzantin sont des staurothèques, reliquaires contenant des fragments de la Vraie Croix, qui ont été très prisés à l'est comme à l'ouest, c'est pourquoi beaucoup demeurent encore dans des collections modernes. Il est probable qu'une staurothèque ait été l'un des premiers cadeaux envoyés de l'Orient à l'Occident. Il existe certaines preuves que les croisés ont emporté les reliquaires en tête de leurs campagnes militaires comme le faisaient les empereurs byzantins.

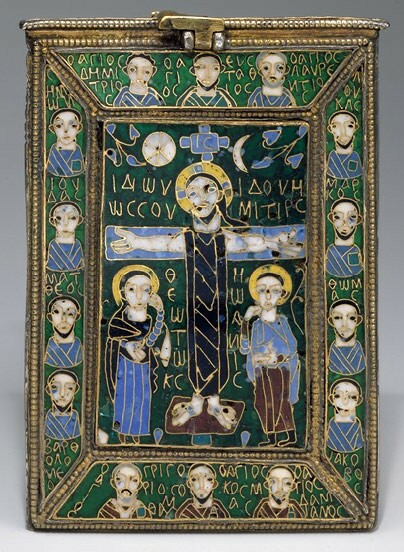
Staurothèque de Fieschi Morgan, Metropolitan Museum of Art, New York

## Exemples notables

### Staurothèque de Fieschi-Morgan

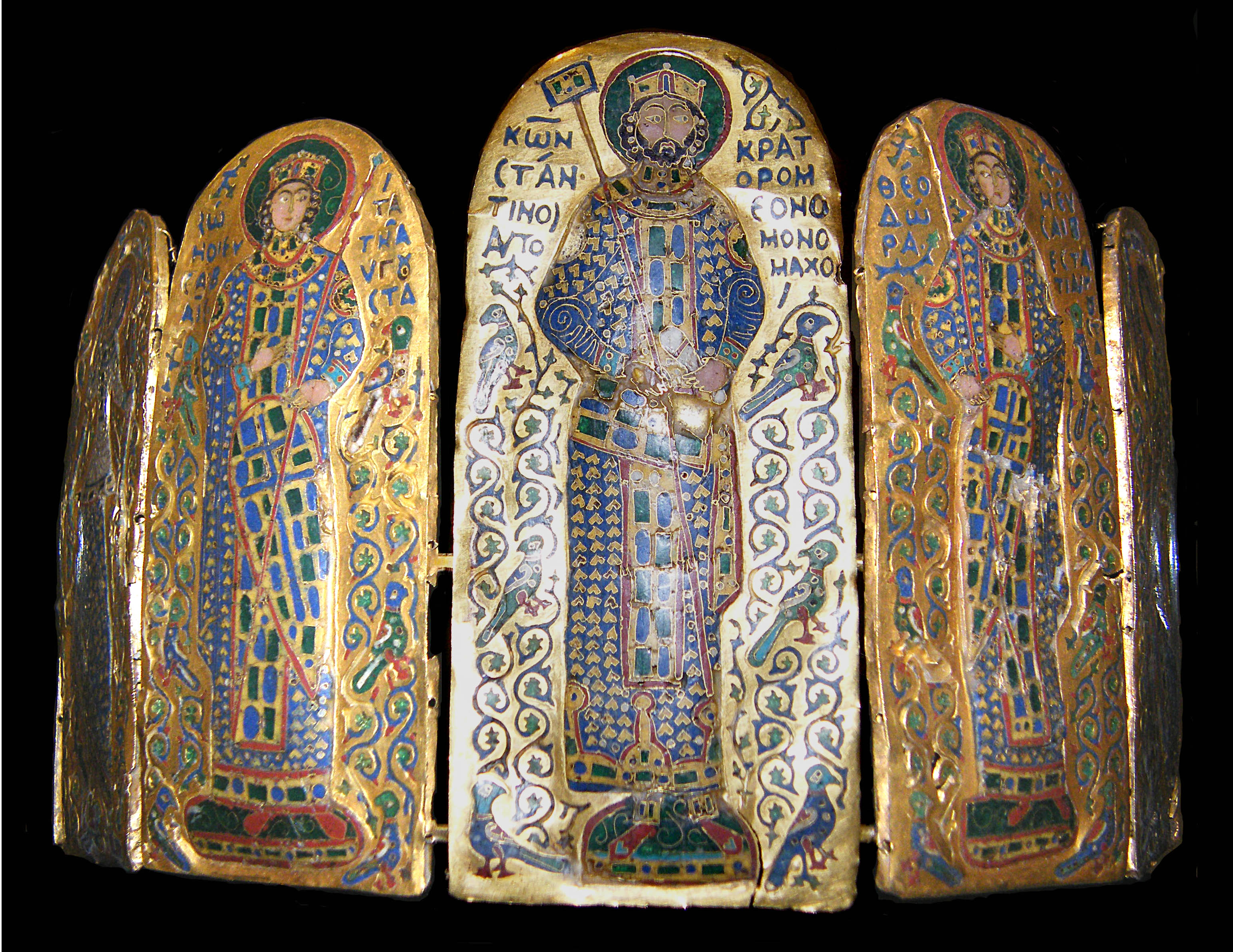
Couronne de Constantin IX Monomaque, début du XIe siècle, Musée national hongrois.

La staurothèque de Fieschi-Morgan (en) est un exemple d'émaillage byzantin datant du début du IXe siècle, mais certains suggèrent une date de création vers 700. Elle a très probablement été faite à Constantinople, bien qu'il y ait des débats autour de ses origines, certains suggérant, sur la base des incohérences dans les lettres grecques, qu'elle aurait été faite en Syrie. Elle est actuellement conservée au Metropolitan Museum of Art. La staurothèque de Fieschi-Morgan aurait appartenu au pape Innocent IV et été apporté en Occident par la famille Fieschi pendant les croisades. Le couvercle de la boîte représente le Christ sur la croix, un motif plutôt inhabituel dans l'art byzantin jusqu'à la fin du VIe siècle, et qui reste rare pendant toute la période. Le travail est pas particulièrement raffiné, signalant que le créateur n'était peut-être pas familier de la technique du cloisonné.

### La sainte couronne de Hongrie

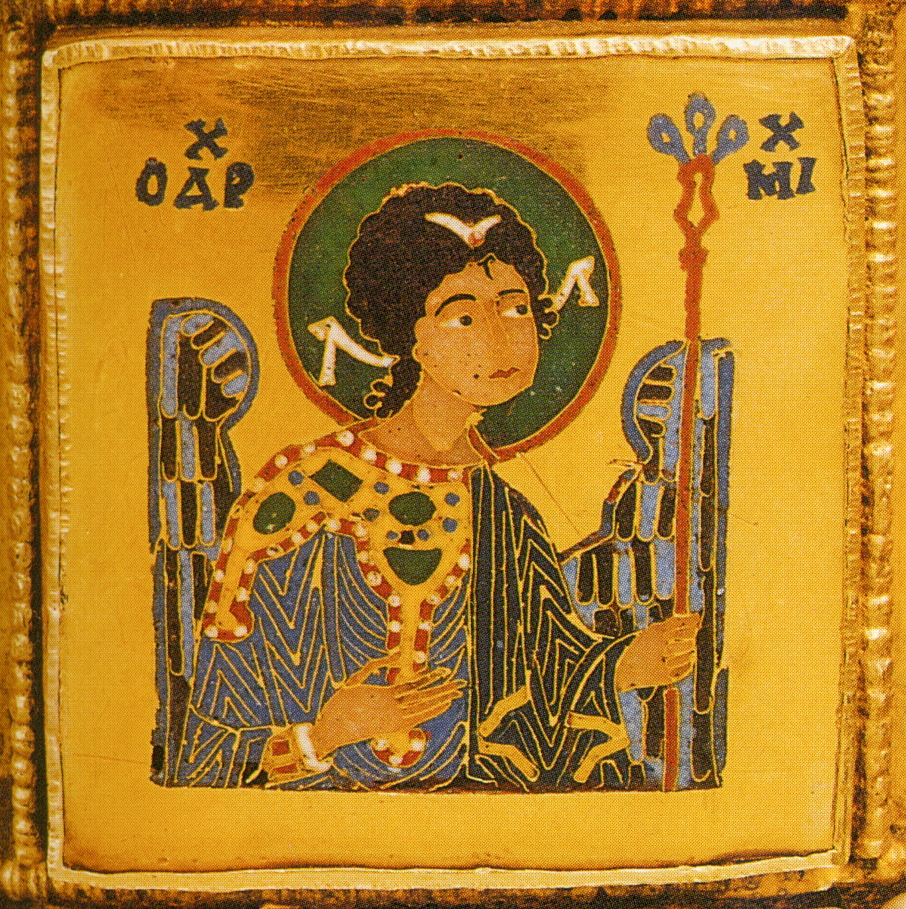
Émail de l'archange Michel provenant de la sainte couronne de Hongrie, XIe siècle

La Sainte Couronne de Hongrie, également connu sous le nom de la Couronne de saint Étienne, a été utilisée comme couronne du sacre en Hongrie depuis l'an 1000, au moment où la famille royale hongroise introduisit le christianisme dans le pays. Elle est principalement constituée d'émaux byzantins provenant de Constantinople, bien qu'il ne soit pas prouvé qu'ils aient été conçus à l'origine à cet effet. Les émaux sont montés autour de la base, avec plusieurs plaques attachées au sommet. Un émail montre le Christ, assis sur le trône impérial et bénissant. Un autre émail, positionné à l'arrière de la couronne, représente un portrait en buste de l'empereur Michel VII Doukas (1071-1078), à côté d'une autre plaque de son fils Constantin. Le roi Géza Ier de Hongrie (1074-1077) est également représenté, mais il ne porte pas de nimbe comme Michael VII Doukas ou Constantin, ce qui indique son statut inférieur à celui des empereurs byzantins.

### La croix de Beresford Hope
La Croix de Beresford Hope est une croix pectorale destinée à être utilisée comme un reliquaire. Sur une face, est représenté le Christ en Croix, tandis que l'autre montre Marie en prière entre les bustes de Jean-Baptiste, Pierre, André et Paul. La datation est controversée, mais la plupart conviennent qu'elle a été faite au IXe siècle. Le style est similaire à celui de la staurothèque de Fieschi-Morgan ; le cloisonné des deux n'est pas raffiné et stylistiquement peu soigné par rapport à d'autres exemples. Les incohérences dans les lettres grecques sur la croix signifient qu'il est possible que la pièce n'ait pas été faite dans l'Empire byzantin, mais dans le sud de l'Italie, où les Lombards avaient leurs propres ateliers de métaux assez actifs.

### La Pala d'Oro
La Pala d'oro est un tableau d'autel en or se trouvant derrière le maître-autel dans la basilique Saint-Marc de Venise. C'est une pièce d’orfèvrerie exceptionnelle de style vénéto-gothique, commandée en 976 par le doge Pietro Orseolo et réalisée par des artistes byzantins, puis enrichie en 1209 par sept grands émaux provenant probablement du pillage du monastère du Pantocrator de Constantinople.

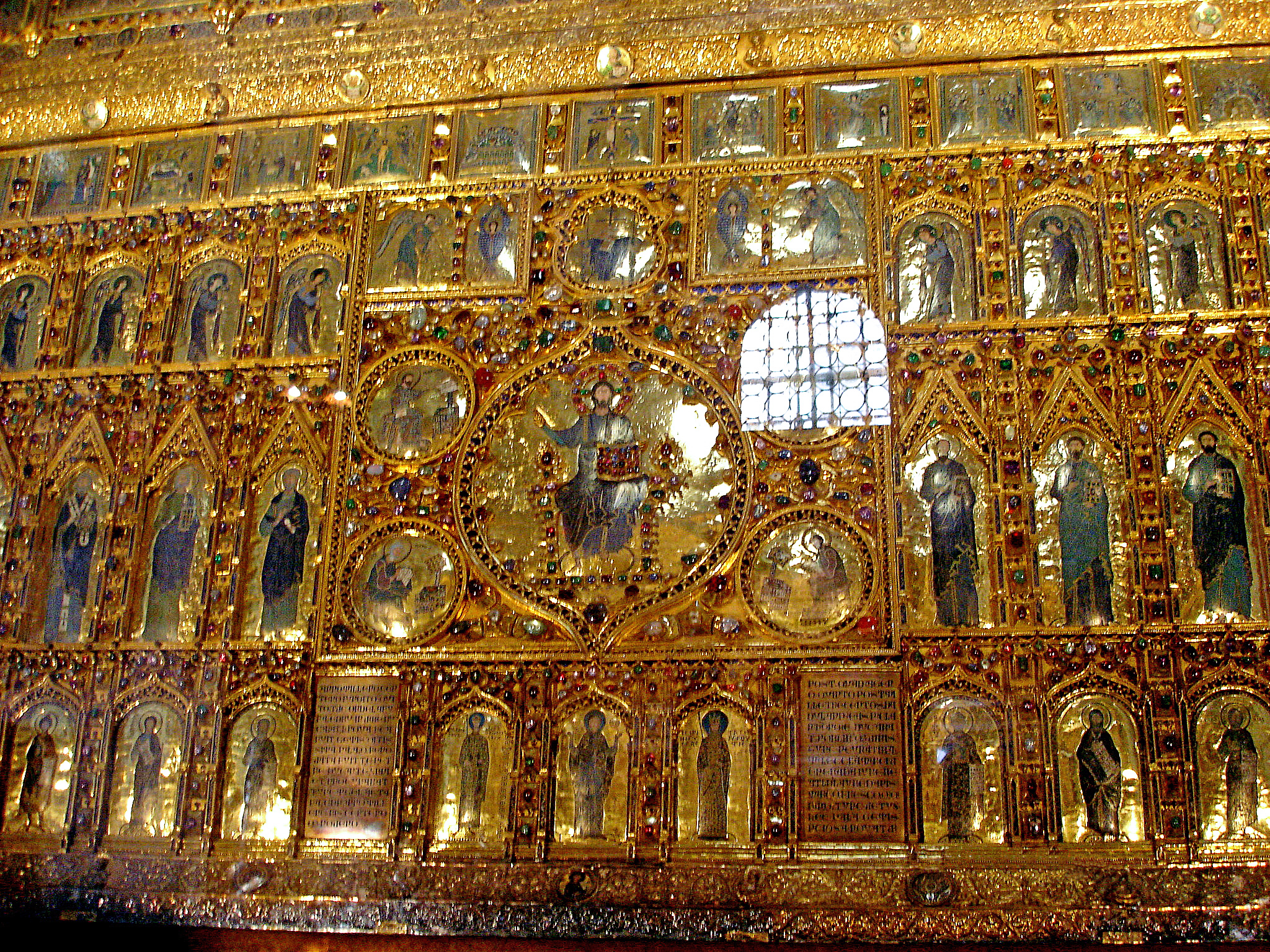
Détail de la Pala d'Oro

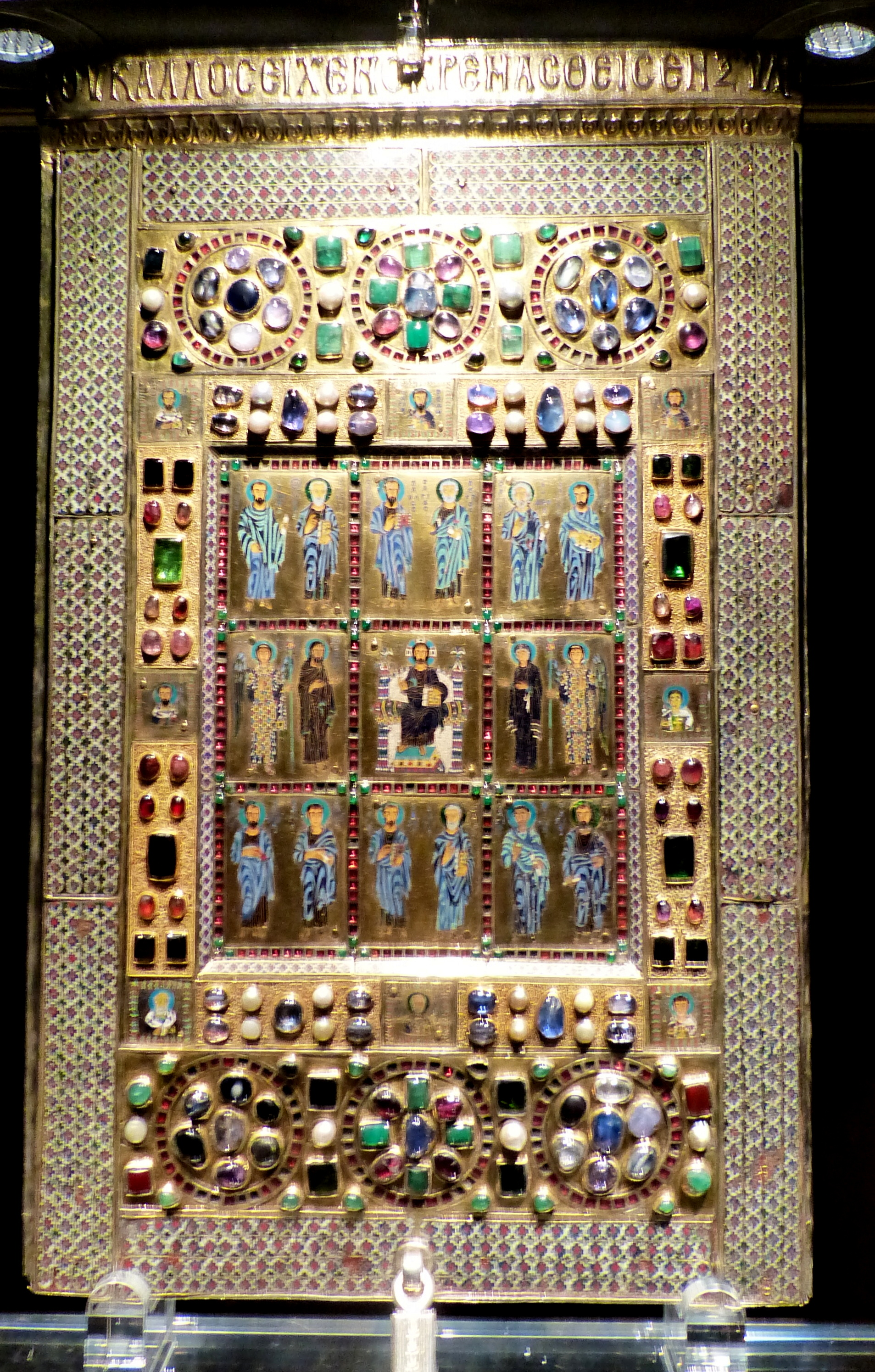
Staurothèque de Limbourg-sur-la-Lahn

### Staurothèque de Limbourg-sur-la-Lahn
La Staurothèque de Limbourg-sur-la-Lahn du musée diocésain de Limburg an der Lahn est un reliquaire d'une qualité artistique exceptionnelle, contenant un fragment de la croix du Christ, et réalisé à Constantinople à la fin du Xe siècle. Elle contient une trentaine d'émaux.

## Problèmes de la datation et des origines
De nombreux exemples d'émail byzantin sont difficiles à dater à ce jour en raison de l'absence d'inscription ou de personnage identifiable. Dans ces cas, les estimations de la date de l'objet en question se font par comparaison avec des objets similaires dont les dates sont connues. Ceci peut être effectué en examinant les matériaux employés et en comparant les styles. Par exemple, les objets comportant du verre vert composés d'un matériau similaire peuvent être regroupés au sein d'une même fourchette de dates. Les origines du travail de l'émail byzantin sont souvent plus difficiles encore à cerner, car presque tout ce qui a été produit a été conservé en Occident depuis le début du XIIIe siècle. L'examen de la qualité du lettrage grec est un moyen de situer les origines d'une pièce ; plus le grec est précis, plus le travail est probablement venu directement de l'Empire byzantin.

## L'influence byzantine sur le travail du métal allemand
À la période des Invasions barbares, le début de l'art médiéval voit apparaitre une forme concurrente de métallerie influencée par la migration des Goths d'est en ouest à travers l'Empire romain, accumulant des techniques et des matériaux d'origine byzantine et méditerranéenne. Cependant, au lieu d'utiliser les techniques traditionnelles de l'émail byzantin, ils ont souvent utilisé une technique de taille, où les pierres telles que les grenats sont taillées pour entrer dans un cadre métallique. Cela a l'apparence du cloisonné, mais est plus semblable au style égyptien ptolémaïque. L'apparition de bijoux en cloisonné provenant des ateliers germaniques au milieu du Ve siècle constitue une rupture complète avec leurs traditions culturelles, signalant qu'ils ont probablement repris la technique de l'est, où l'Empire byzantin avait pris ancrage comme centre de l'Empire romain tardif. On a supposé que des ateliers romains tardifs de Constantinople produisirent des pièces d'émail semi-manufacturées destinées à être assemblées en Occident.